# Grob G 102
Der Segelflugzeugbau bei der Grob Aircraft AG aus Mindelheim in Schwaben begann 1971 mit der Lizenzfertigung von 200 Segelflugzeugen des Typs Cirrus. Im Jahr 1973 wurde die Grob G 102 aufgelegt, von der in vielen Varianten etwa 1200 Flugzeuge gefertigt wurden.
Weiterentwicklungen waren der Doppelsitzer G 103 sowie die Einsitzer der G-104-Serie, die unter dem Namen Speed-Astir bekannt wurden.
Allen Varianten gemein waren 15 m Flügelspannweite und das T-Leitwerk. Die höchstzulässige Geschwindigkeit (VNE) liegt bei 250 km/h, die Manövergeschwindigkeit bei 170 km/h. Die Gleitzahl liegt zwischen 36 und 38. Die G 102 ist für einfachen Kunstflug zugelassen, die maximalen Lastvielfachen liegen bei +5,3/−2,65g.

## Versionen

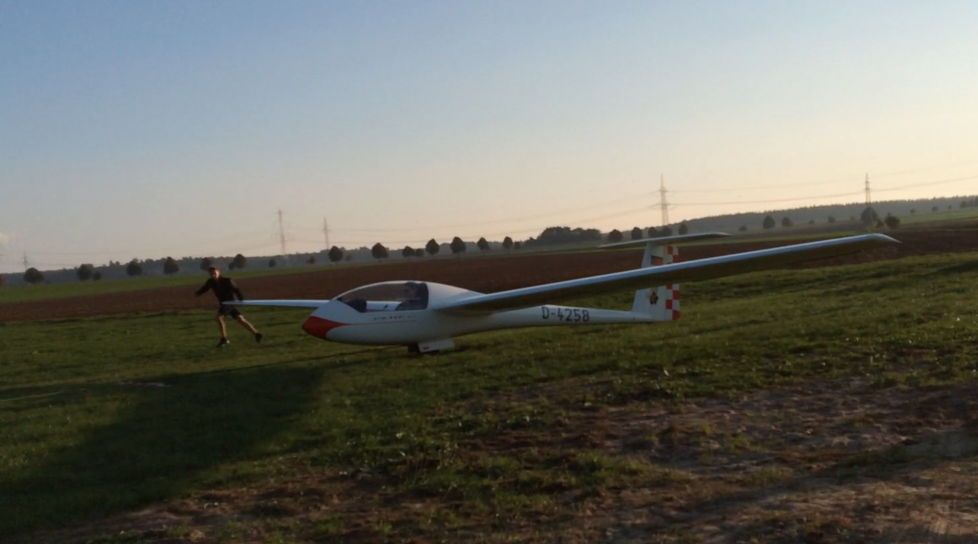
Astir CS während Windenstartvorgangs

- Astir CS
- Astir CS 77
- Astir CS Jeans (Club Astir)
- Standard Astir II
- Club Astir II
- Standard Astir III
- Club Astir III
- Club Astir IIIb

## Astir CS
Die Grob Astir CS (Erstflug 19. Dezember 1974) ist das erste selbst konstruierte Flugzeug des Flugzeugherstellers Grob (heute Grob Aircraft). Die Konstrukteure waren u. a. Hermann Nägele und Richard Eppler, welche sich schon durch die Konstruktion des fs 24 Phönix einen Namen gemacht hatten.
Als Grundlage für den Rumpf des Astir CS diente der Schempp-Hirth Cirrus, dessen Formen durch den Lizenzbau noch vorhanden waren. Es wurde in Kunststoffbauweise gefertigt und zeichnet sich durch ein sehr geräumiges Cockpit und sehr gutmütige Langsamflugeigenschaften sowie seine akzeptablen Flugleistungen aus. Er erschien zur Jahreswende 1974–75.

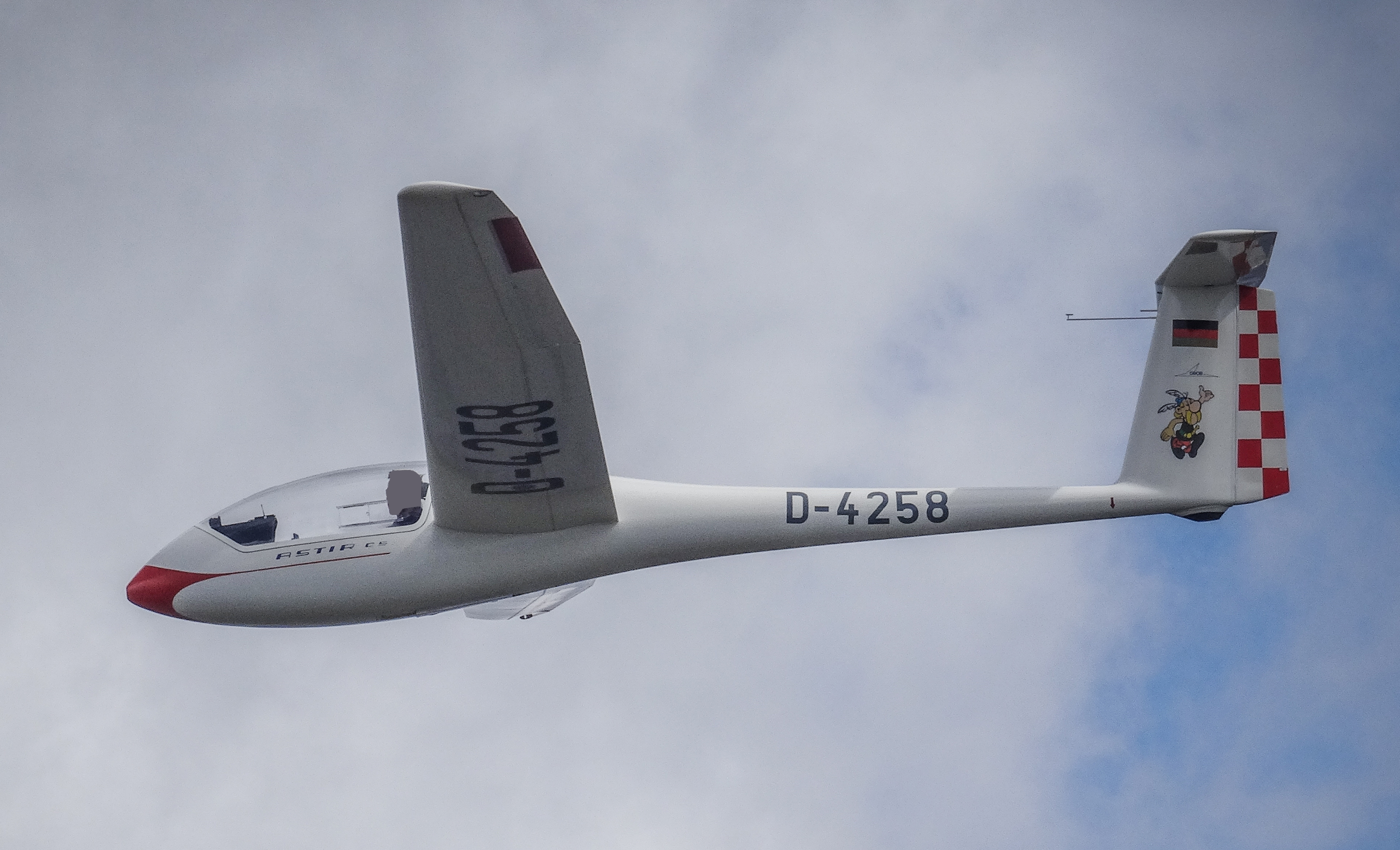
Astir im Flug

Der Astir CS stand in Konkurrenz zur ASK 18 (Gleitzahl etwa 33). Da die ASK 18 in Gemischtbauweise gefertigt war und niedrigere Leistungen als der Astir CS aufwies (Gleitzahl 38), setzte sich der Astir bei einem geringen Mehrpreis durch. Der Astir CS ist bei Vereinen und Privatpiloten durch sein gutes Preis-Leistungs-Verhältnis (je nach Zustand und Ausstattung zwischen 7000 und 13.000 Euro) sowie die Einstufung in die Segelflug-Indexliste (Index 96) attraktiv. Zudem ist der CS für große Piloten bis 2 Meter ausgelegt.
Der Astir CS wird zur Fortgeschrittenen-Schulung und für Überlandflüge genutzt.
Die Produktion des Astir CS wurde 1977 nach einer Serie von 535 Flugzeugen zugunsten des neu konstruierten Astir CS 77 – später „Standard“ genannt – eingestellt.

## Astir CS 77/Astir CS Jeans
Der Astir CS 77 „Standard Astir“ (Erstflug 26. März 1977) ist eine überarbeitete Version des Astir CS, dessen Cockpit stromlinienförmiger aber enger wurde. Der Flügel wurde nicht verändert, aber die geringe Vorpfeilung des Vorgängers wurde herausgenommen und am Rumpfübergang an den neuen Rumpf angepasst. Weiterhin wechselte man beim Höhen- und Seitenleitwerk die Profile aus. Dies führt zu einem veränderten Flugverhalten gegenüber dem CS besonders in Hinblick auf die nun deutlich verringerte Wendigkeit um die Hochachse. Die Höhenleitwerksanschlüsse sowie Steuerhebel für Klappen und Fahrwerk wurden ebenfalls modifiziert.

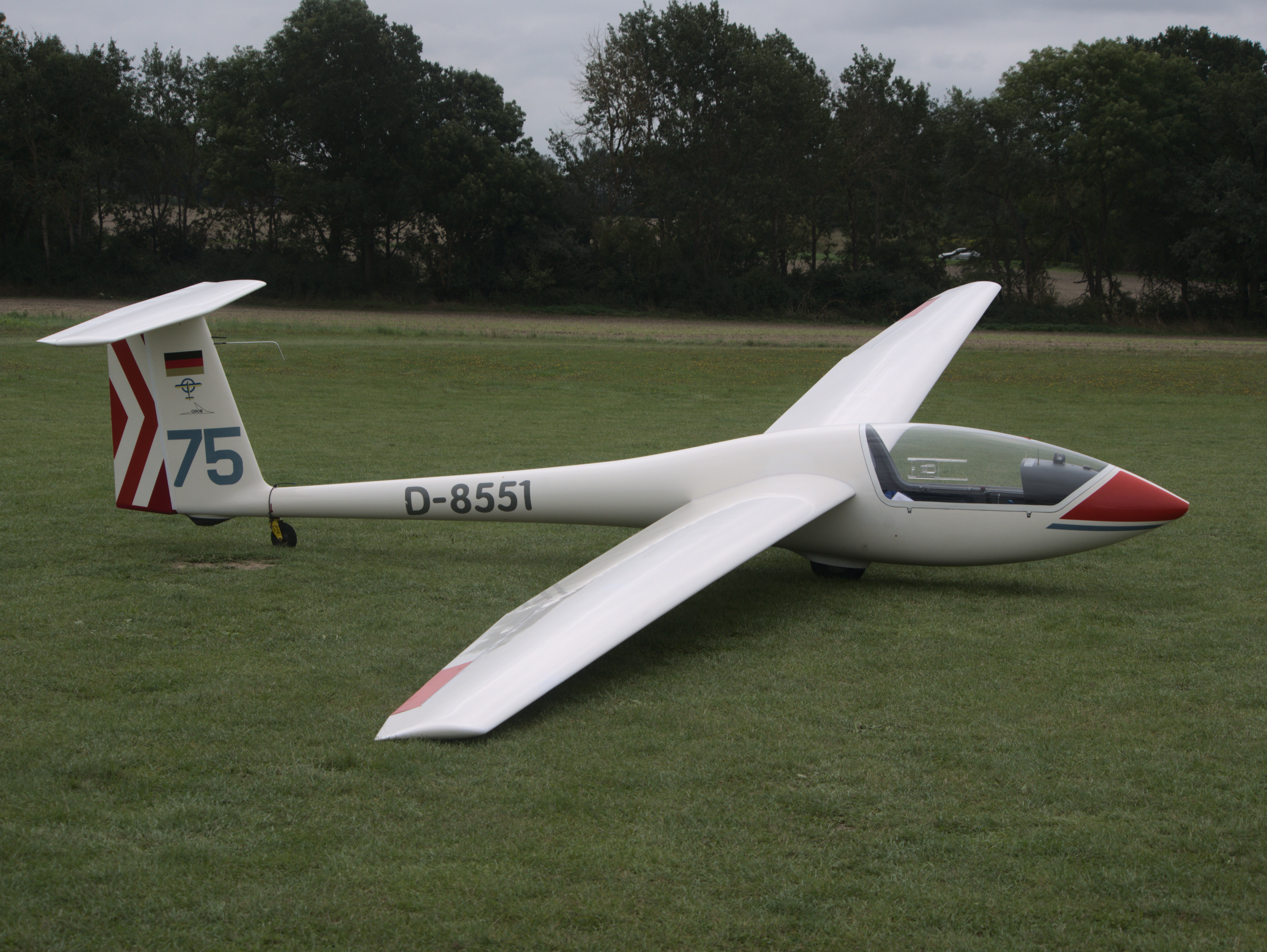
Astir CS Jeans

Der Jeans Astir (manchmal als Club Astir bezeichnet) ist eine Version des CS 77 mit festem Fahrwerk und ohne Wassertanks, um auch in der Clubklasse antreten zu können. Die damalige Definition erlaubte kein Einziehfahrwerk und keine Wassertanks in den Tragflächen. Für den Schulungsbetrieb bestanden darüber hinaus Bedenken, Einziehfahrwerke zu verwenden, die für den Schüler als verwirrend betrachtet wurden.
Seinen Namen hat er von der weitgehend in Denim – Jeans-Stoff – gehaltenen Innenausstattung.

## Standard Astir II/Club Astir II
Der Standard Astir II ist die nächste Evolution der Astir-Baureihe, bei der einige Merkmale des Speed Astir übernommen wurden. Er hat einen neuen schnittigeren Rumpf, der größtenteils dem Rumpf des Speed Astir IIb entspricht. Die größte Änderung gegenüber dem Speed Astir ist eine einteilige Haube.
Die Flügel wurden weitestgehend vom Vorgängermodell übernommen, allerdings sind die Querruder wie die Flügelklappen beim Speed Astir als spaltlose Elastic-Flaps ausgeführt. Die Querruder wurden bis zum Randbogen verlängert und dieser wurde wie beim Twin II nach unten gezogen.
Der Club Astir II wurde analog zum Jeans Astir ausgeführt, das heißt, er entspricht einem Standard Astir II ohne Wassertanks und hat ein festes Fahrwerk.

## Astir III

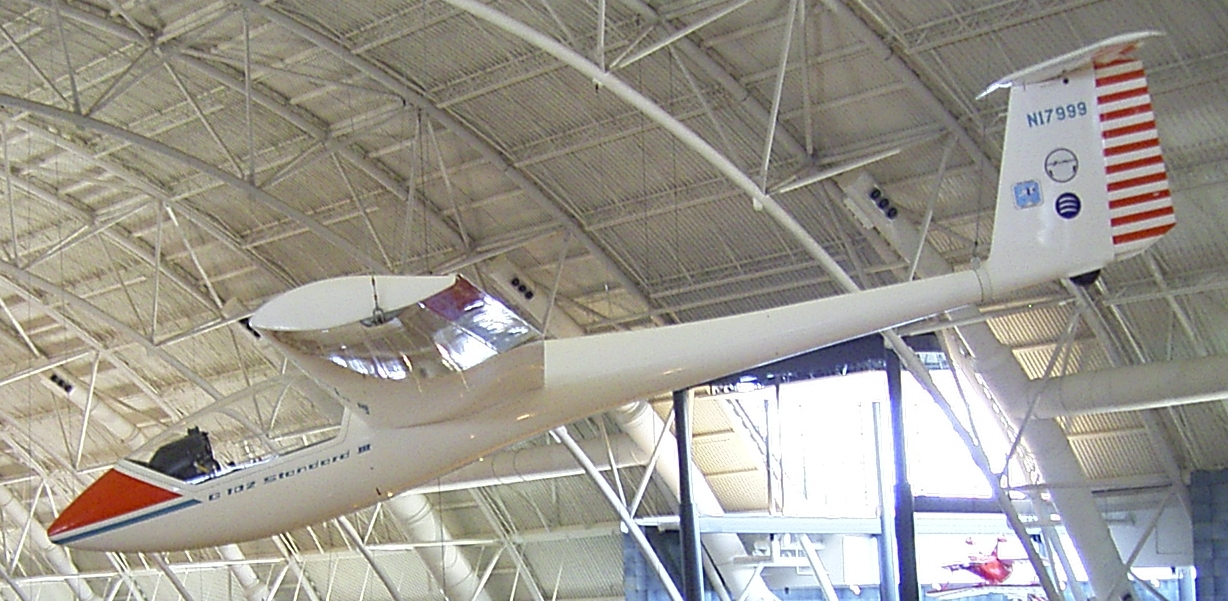
Standard Astir III – N17999

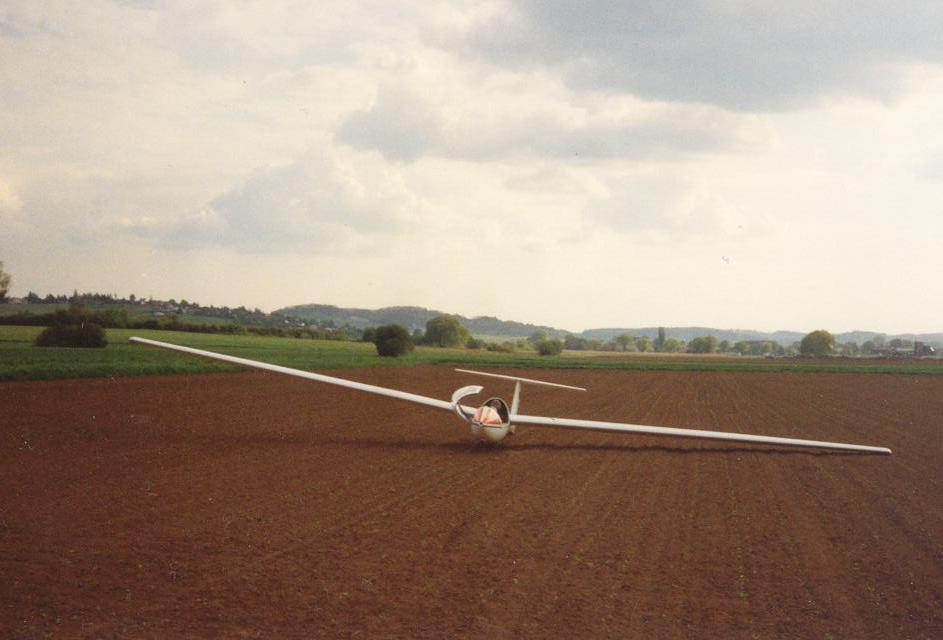
G 102 Club IIIb des LSC Babenhausen im Sommer 1991 nach Außenlandung

Der Astir III ist eine Weiterentwicklung des Astir II. Im Gegensatz zu den Vorgängermodellen hat der Astir III ein Spornrad statt des festen Sporns.
Bei diesen Varianten wurde im Jahr 2001 die höchstzulässige Geschwindigkeit mit einer technischen Mitteilung des Herstellers vorübergehend auf 165 km/h festgesetzt. Der Grund hierfür waren einige Vorfälle mit Höhenruderflattern bei hohen Geschwindigkeiten. Durch den Einbau eines Massenausgleichs konnte die Beschränkung wieder aufgehoben werden.

### Standard Astir III
Ein Exemplar dieses Typs ist im National Air and Space Museum (NASM) in Washington, D.C. ausgestellt.
Mit diesem Segelflugzeug erreichte Robert Harris am 17. Februar 1986 über den Bergen der Sierra Nevada eine Höhe von 14.938 m – dieser FAI-Rekord bestand über 20 Jahre.

### Club Astir III/b

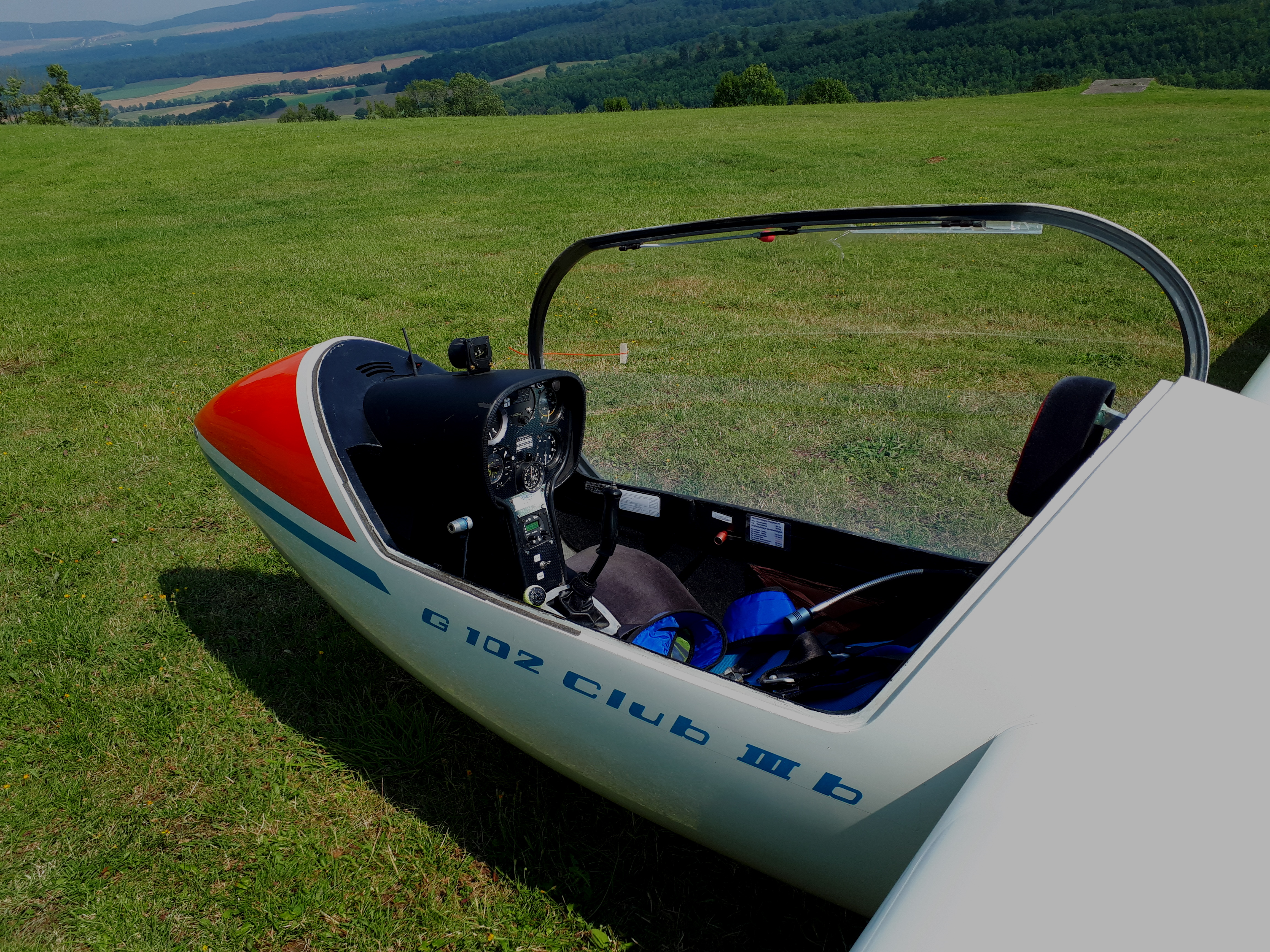
Cockpit eines Club Astir IIIB

Wie bei den Vorgängermodellen wird die Clubvariante des Astir III ohne Tanks für Wasserballast und Einziehfahrwerk ausgeliefert. Im Vergleich zum Club Astir IIIb ist das Hauptfahrwerk der Variante Club Astir III weiter vorne angebracht, wodurch auf ein zusätzliches Bugrad verzichtet werden kann.

## Technische Daten
|                                    | Astir CS                | Standard Astir II    | Club Astir II       | Standard Astir III                                            | Club Astir III                               |
| ---------------------------------- | ----------------------- | -------------------- | ------------------- | ------------------------------------------------------------- | -------------------------------------------- |
| Rumpflänge                         | 6,47 m                  | 6,80 m               | 6,80 m              | 6,75 m                                                        | 6,75 m                                       |
| Spannweite                         | 15 m                    | 15 m                 | 15 m                | 15 m                                                          | 15 m                                         |
| Flügelfläche                       | 12,4 m²                 | 12,4 m²              | 12,4 m²             | 12,4 m²                                                       | 12,4 m²                                      |
| Flügelstreckung                    | 18,2                    | 18,2                 | 18,2                | 18,2                                                          | 18,2                                         |
| Leermasse                          | 255 kg                  | 260 kg               | 255 kg              | ca. 260 kg                                                    | ca. 260 kg                                   |
| max. Startmasse ohne Wasserballast | 380 kg                  | 380 kg               | 380 kg              | 380 kg                                                        | 380 kg                                       |
| max. Startmasse mit Wasserballast  | 450 kg                  | 450 kg               | –                   | 450 kg                                                        | –                                            |
| Flächenbelastung                   | 26–36 kg/m²             |                      |                     | max. 30,6 (o. Wasser) bzw. 36,3 kg/m²                         | max. 30,6 kg/m²                              |
| max. Wasserballast                 | 100 l                   | 90 l                 | –                   | 100 l                                                         | –                                            |
| Höchstgeschwindigkeit              | 250 km/h                | 250 km/h             | 250 km/h            | 250 km/h                                                      | 250 km/h                                     |
| Manövergeschwindigkeit             | 170 km/h                | 170 km/h             | 170 km/h            | 170 km/h                                                      | 170 km/h                                     |
| Geringstes Sinken                  | 0,6 m/s bei 75 km/h     | 0,58 m/s bei 75 km/h | 0,6 m/s bei 75 km/h | 0,62 m/s bei 76 km/h                                          | 0,62 m/s bei 76 km/h                         |
| Gleitzahl                          | 37 bei 95 km/h (350 kg) | 37,5 bei 95 km/h     | 36 bei 95 km/h      | 36 (ohne Wasser bei 92 km/h) bis 38 (mit Wasser bei 105 km/h) | 36 bei 92 km/h                               |
| Segelflugindex                     | 96                      | 100                  | 98                  | 100                                                           | 96                                           |
| max. g-Belastung                   |                         |                      |                     | +5,3 bis −2,65g (bei Manövergeschwindigkeit)                  | +5,3 bis −2,65g (bei Manövergeschwindigkeit) |